# 中国驻南苏丹大使馆
中华人民共和国驻南苏丹共和国大使馆（英語：Embassy of the People's Republic of China in the Republic of South Sudan），简称中国驻南苏丹大使馆，是中华人民共和国驻南苏丹共和国的外交代表机构。南苏丹独立后，中华人民共和国驻朱巴总领事馆升格为大使馆。